# César Roux

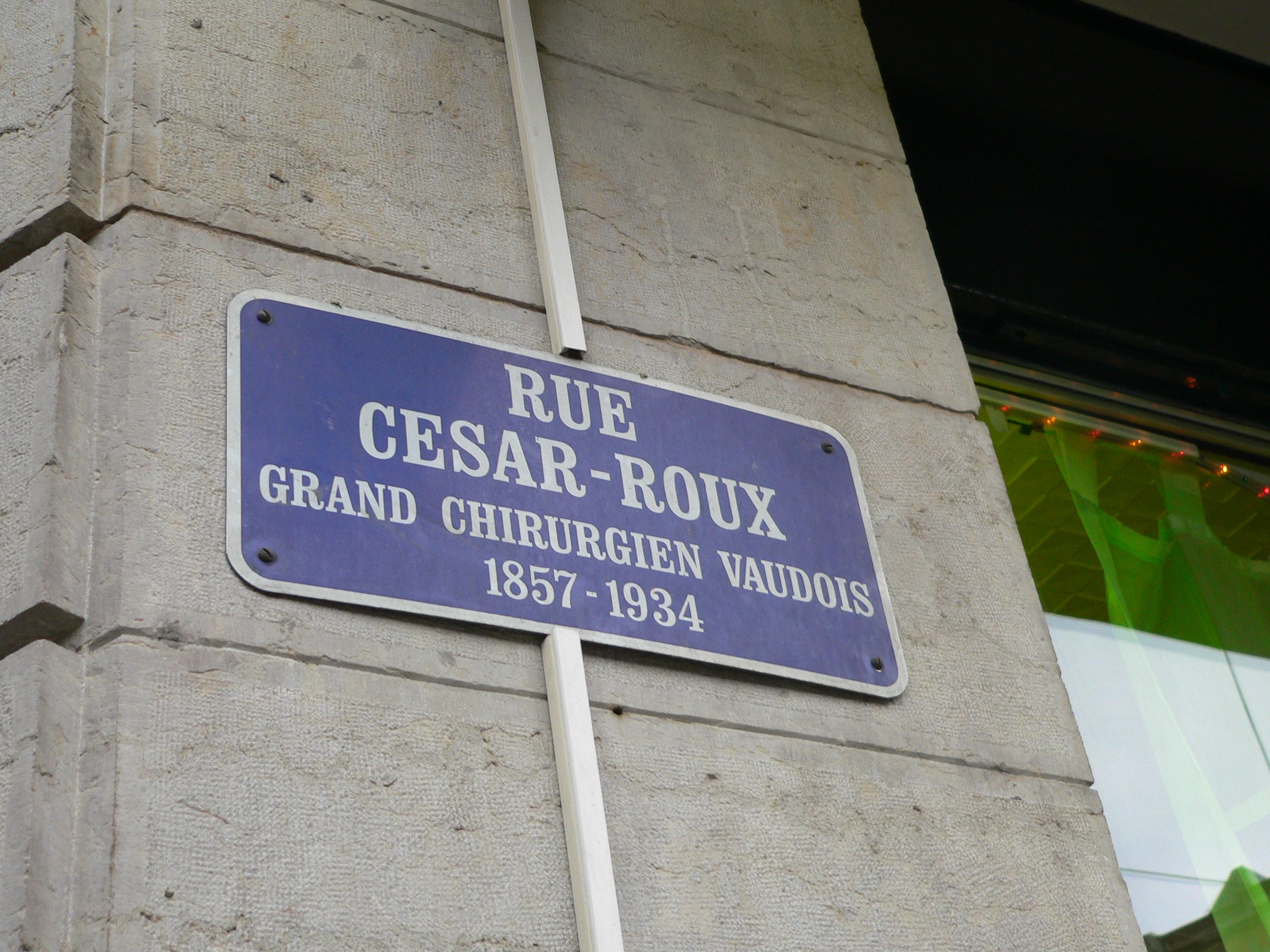
Schild der Rue Cesar Roux in Lausanne

César Roux  (* 23. März 1857 in Mont-la-Ville; † 21. Dezember 1934 in Lausanne) war ein Schweizer Chirurg.

## Leben
César Roux wuchs als achtes von elf Kindern eines hugenottischstämmigen Lehrers im Dorf Mont-la-Ville in der Westschweiz auf. Nach Abschluss des naturwissenschaftlichen Gymnasiums in Lausanne 1875 studierte er Medizin in Lausanne und Bern. Während des Studiums arbeitete er unter anderem als Assistent für Pathologie bei Theodor Langhans. 1880 schloss er das Medizinstudium mit dem Staatsexamen und einer Promotion zum Thema "Beiträge zur Kenntnis der Aftermuskeln des Menschen" ab. 1880–1883 war er Assistent in der chirurgischen Abteilung des Inselspital Bern bei Theodor Kocher. Im September 1883 eröffnete er eine allgemeinmedizinische Praxis in Lausanne. Neben seiner Praxis gab er Kurse zur operativen Medizin an der Akademie Lausanne und arbeitete vertretungsweise in der Chirurgie des Kantonsspitals, wo er 1887 zum Chefarzt ernannt wurde. 1884 heiratete er die russischstämmige Medizinstudentin Anna Begoune. 1890 wurde er außerordentlicher, 1893 ordentlicher Professor an der neu gegründeten Universität Lausanne. Dort wirkte er als weltweit geachteter Chirurg bis zu seinem Rückzug aus der Klinik im Jahre 1926; Rufe an andere Universitäten lehnte er ab. César Roux starb am 21. Dezember 1934 während der Sprechstunde in seiner Privatpraxis in Lausanne. Er wurde in seinem Heimatdorf Mont-la-Ville begraben.
Zu den Schülern von César Roux gehört der Chirurg und Reformierer der Krankenpflege in der Schweiz, Hans Martz (1888–1954).

## Leistungen
Im Jahr 1892 führte César Roux erstmals die später nach ihm benannte Roux-Y-Anastomose (Y-Schlinge nach Roux, englisch Roux’ operation, französisch Roux-en-Y) durch, eine Y-förmige Anastomose eines Organs (bei Roux erster Operation der Magen) mit einer stillgelegten Jejunumschlinge. Am 22. Mai 1893 zog er als Erster das Jejunum retrokolisch hoch, vernähte es mit der Magenhinterwand und legte gleichzeitig eine Y-förmige Gastroenterostomie an. 1906 operierte er einen zwölfjährigen Patienten, der wegen einer Verätzung der unteren Speiseröhre nicht mehr essen konnte; mit dem erstmals durchgeführten Eingriff, den er Ösophagojejunogastrostomose nannte, ersetzte er einen Teil der Speiseröhre durch einen Teil des Dünndarms (Diese Jejunumschlinge hatte Roux antethorakal-subkutan hochgeführt). 1926 gelang ihm die erste erfolgreiche Entfernung eines Phäochromozytoms.
1903 wurde César Roux zum Ehrenbürger von Lausanne ernannt; 1929 erhielt er, gleichzeitig mit Albert Einstein, die Ehrendoktorwürde der Universität Paris.

## Schriften (Auswahl)
- Beiträge zur Kenntnis der Aftermuskulatur des Menschen. In: Archiv für Mikroskopische Anatomie. 19 (1881), S. 721–733.
- Luxation habituelle de la rotule: traitemente operatoire. In: Revue de Chirurgie. 8 (1888), S. 682–689.
- Chirurgie gastro-intestinale. In: Revue de Chirurgie. 13 (1893), S. 402–403.
- L’oesophago-jéjuno-gastrostomose, nouvelle opération pour rétrécissement infranchissable de l’oesophage. In: La Semaine Médicale. 27 (1907), S. 37–40.
- Benjamin Baudraz (Hrsg.): „Un si petit homme“: lettres à Anna Bégoune et à quelques autres correspondants. Éditions d'en bas, Lausanne 2003, ISBN 2-8290-0264-4.